# 桂本和夫
桂本 和夫（かつらもと かずお、 1934年（昭和9年）9月5日 - 没年不明）は、北海道増毛町出身のアマチュアレスリング選手およびプロ野球選手。メルボルンオリンピック5位入賞。

## 概要
北海道留萌支庁増毛郡増毛町に生まれる。
北海道増毛高等学校ではレスリングで活躍しながら、野球部でもエースを務める二足の草鞋を履いた。中央大学へ進学するとレスリング専念し、選手として力を付けた。増毛高-中央大のラインは松江喜久弥の時代から始まり、中大レスリング部黄金時代の屋台骨となり、メルボルンオリンピック金メダリストの池田三男やメルボルン・ローマ両オリンピック4位入賞の浅井正、そして佐藤義らとともに高校時代に全国優勝を経験した。
中央大学を卒業すると、その腕力を期待されて1957年にプロ野球チームの国鉄スワローズに入団した。

## 国際大会での成績
- オリンピックの記録
  - 1956年-メルボルン大会五輪-レスリング-フリースタイル・ミドル級（5位入賞）
- 世界選手権の記録
  - 1954年-世界選手権東京大会-レスリング-フリースタイル・ミドル級（3位入賞）

- アジア大会の記録
  - 1954年-マニラアジア大会-レスリング-フリースタイル・ミドル級（優勝）
  - 1958年-東京アジア大会-レスリング-フリースタイル・ミドル級（優勝）

## プロ野球での成績
1957年から1960年に、国鉄スワローズの外野手として在籍した。レスリングの経験で鍛えられた腕力・下半身が発揮されることを宇野光雄監督に期待されたが、プロ野球の世界には適応できなかった。引退後は、北海道に本社を持つ、観光会社の会社員となった。

### 年度別打撃成績
| 年 度     | 球 団     | 試 合 | 打 席 | 打 数 | 得 点 | 安 打 | 二 塁 打 | 三 塁 打 | 本 塁 打 | 塁 打 | 打 点 | 盗 塁 | 盗 塁 死 | 犠 打 | 犠 飛 | 四 球 | 敬 遠 | 死 球 | 三 振 | 併 殺 打 | 打 率 | 出 塁 率 | 長 打 率 | O P S |
| --------- | --------- | ----- | ----- | ----- | ----- | ----- | -------- | -------- | -------- | ----- | ----- | ----- | -------- | ----- | ----- | ----- | ----- | ----- | ----- | -------- | ----- | -------- | -------- | ----- |
| 1957      | 国鉄      | 2     | 2     | 2     | 0     | 0     | 0        | 0        | 0        | 0     | 0     | 0     | 0        | 0     | 0     | 0     | 0     | 0     | 0     | 0        | .000  | .000     | .000     | .000  |
| 1958      | 国鉄      | 7     | 8     | 7     | 1     | 2     | 1        | 0        | 0        | 3     | 0     | 0     | 0        | 0     | 0     | 0     | 0     | 1     | 1     | 0        | .286  | .375     | .429     | .804  |
| 通算：2年 | 通算：2年 | 9     | 10    | 9     | 1     | 2     | 1        | 0        | 0        | 3     | 0     | 0     | 0        | 0     | 0     | 0     | 0     | 1     | 1     | 0        | .222  | .300     | .333     | .633  |

### 背番号
- 58 （1957年 - 1960年）